# صمت انتخابي
الصمت الانتخابي فترة تحددها القانون تسبق كل انتخابات رئاسية أو برلمانية، يحظر فيها ممارسة الدعاية السياسية، ويمنع خلالها على كافة الأحزاب والقائمات المستقلة والائتلافية ممارسة أي نشاط في إطار حملتهم الانتخابية، ويمنع فيها منعاً باتاً على المترشحين القيام بأي عملية تندرج ضمن الترويج والدعاية وكسب ودّ الناخبين. الإخلال بعملية الصمت الانتخابي يترتب عنه عقوبات جزائية يمكن أن تصل إلى حد الإطاحة بالقائمة المخالفة للمرسوم. والغرض منها هو الموازنة بين الأطراف المتنافسة وخلق مناخ هادئ يسمح للناخب باتخاذ القرار الصائب.

## أحداث وتصريحات
في تصريح خاص لبوابة الشباب أكد الدكتور صفوت العالم أستاذ الاعلام السياسي ورئيس لجنة مراقبة الأداء الاعلامي للانتخابات أن الصمت الانتخابي يعني أن تحيد وسائل الاعلام نفسها عن العملية الانتخابية والترويج لمرشحين بعينهم وألا يقوم المرشحون بعمل دعاية لأنفسهم سواء في وسائل الاعلام أو من خلال المؤتمرات الجماهيرية .
ومن المفترض أن تقوم وسائل الاعلام خلال الصمت الانتخابي بالقيام بعملية التثقيف للناخبين من خلال حشدهم في اتجاه المشاركة في الانتخابات عموماً وليس لمصلحة مرشح معين، إضافة إلى الحديث عن أهمية المشاركة وشكل الورقة الانتخابية وكيفية التصويت وأماكن التصويت واللجان الانتخابية ودور اللجان القضائية المشرفة علي الانتخابات وغيرها من المعلومات التثقيفية، وأكد أن بعض القنوات والإذاعات لم تلتزم بفترة الصمت الانتخابي وقامت بترويج معلومات سلبية أو إيجابية عن بعض المرشحين وأن اللجنة سوف تقوم بإعداد تقرير تفصيلي عن هذه القنوات والمرشحين وتقوم بإرسالها إلى اللجنة العليا لانتخابات الرئاسة لتقرر بشأنها ما تريد وأوضح أن اللجنة ليس لها دور سوي الرقابة وإصدار التقرير التفصيلي بالمخالفات، ودعي العالم القنوات والمرشحين باستكمال الشكل الديمقراطي بالالتزام بالصمت الانتخابي وإعطاء فرصة للناخبين في التمهل وتحديد المرشح المناسب بالنسبة لهم دون التأثير علي أصواتهم الانتخابية.